# Susanna Georgi
Pour les articles homonymes, voir Georgi.
Susanna Georgi est une chanteuse andorrane d'origine danoise, née le 27 juillet 1976. Elle habite depuis plus de 10 ans en Andorre. Elle commence sa carrière avec sa sœur Pernille, ensemble elles forment le duo Me&My qui connaît le succès au Danemark et dans le reste des pays d'Europe avec Dub-i-dub.
En 2009 elle représente la principauté d'Andorre à la première demi-finale de l'Eurovision le 12 mai avec le titre La teva decisió (Ta décision) mais ne réussit pas à se qualifier pour la finale du 16 mai. 